# Andres Gerber
Andres Gerber (født 26. april 1973 i Belp, Schweiz) er en schweizisk tidligere fodboldspiller (forsvarer) og -træner. 
Gerber spillede fire kampe for det schweiziske landshold, som han debuterede for 19. februar 2000 i en venskabskamp mod Oman.
På klubplan spillede Gerber hele sin karriere i hjemlandet, hvor han blandt andet tilbragte seks år hos både BSC Young Boys og FC Thun. Han spillede også tre år hos Grasshoppers, og vandt to schweiziske mesterskaber med klubben.

## Titler
Schweizisk mesterskab
- 2001 og 2003 med Grasshoppers

Schweizisk pokal
- 1999 med Lausanne